# صنیع الله معمار یزدی
صنیع الله معمار یزدی (زاده: ۹۴۷ هجری قمری ۹۱۸ هجری شمسی) از معماران عهد صفوی و معمار مسجد جامع یزد بود.
نام این معمار با تاریخ ۹۴۷ هجری شمسی در مسجد جامع یزد آمده‌است.

## آثار
- مسجد جامع کبیر یزد و مسجد جامع یزد به شیوه یک ایوان در دل کویر می‌باشد و در طی حدود ۱۰۰ سال و سه دوره بنا شده‌است. پایه‌های اصلی مسجد را ساسانیان و بنای فعلی مسجد، از لحاظ شیوه معماری متعلق به دو دوره موسوم به آذری دانسته‌اند. بنای گنبد خانه متعلق به دوره ایلخانی و سر در رفیع مسجد را متعلق به زمان شاهرخ و دوره تیموری دانسته‌اند. این بنا از لحاظ خوابیدگی گنبد، سردر رفیع و بلند و همچنین کاشیکاری زیبا و منحصربه‌فرد، شهرت دارد.

## ثبت تاریخی
ساختمان اصلی مسجد جامع متعلق به قرن ششم هجری قمری لیکن جامع کنونی مربوط به زمان آل مظفر و قرن هشتم و نهم هجری قمری ایجاد در روشنایی غیر مستقیم به وسیله انعکاس نور از گچ سفید گنبد و دیوارها است که معمار و سازندگان بنا در قرن ۸ به این مطلب پی برده‌اند.